# 365761 Popovici
365761 Popovici è un asteroide della fascia principale. Scoperto nel 2008, presenta un'orbita caratterizzata da un semiasse maggiore pari a 2,5692392 UA e da un'eccentricità di 0,1902864, inclinata di 5,26867° rispetto all'eclittica.